# 11317 Hitoshi
11317 Hitoshi è un asteroide della fascia principale. Scoperto nel 1994, presenta un'orbita caratterizzata da un semiasse maggiore pari a 3,1677754 UA e da un'eccentricità di 0,1791650, inclinata di 0,79308° rispetto all'eclittica.